# Boliwijska Falanga Socjalistyczna
Boliwijska Falanga Socjalistyczna (Falanga Socialista Boliviana) – skrajnie prawicowa partia boliwijska utworzona w 1937. przez Oscara Unzaga de la Vega. W 1949 i 1952. uczestniczy wspólnie z Rewolucyjnym Ruchem Nacjonalistycznym (MNR) w powstaniach zbrojnych. Po rewolucji kwietniowej 1952 zwraca się przeciw rządowi MNR, usiłując dokonać przewrotu w październiku 1958, a później organizując grupy partyzanckie we wschodniej części kraju. W marcu 1971 inspiruje rebelię separatystyczną w prowincji Santa Cruz. Popiera przewrót płk. Banzera w sierpniu 1971 i przejściowo wchodzi w skład rządu, wraca jednak do taktyki spisków dwa łata później. W listopadzie 1974 falangiści wzniecają powstanie w Santa Cruz. W lipcu 1980, FSB czynnie wsparła pucz gen. Mezy, ale już w maju 1981 usiłuje obalić juntę wojskową. W latach 80. Falanga przeszła na pozycje neoliberalne, co doprowadziło do wyodrębnienia się lewego skrzydła pod nazwą Unzagistowski Ruch na rzecz Socjalizmu - Movimiento al Socialismo – Unzagista (organizacja ta stała się później zalążkiem partii Evo Moralesa).